# Seleção Bielorrussa de Voleibol Feminino
A seleção bielorrussa de voleibol feminino é uma equipe europeia composta pelas melhores jogadoras de voleibol da Bielorrússia. A equipe é mantida pela Federação Bielorrussa de Voleibol (Bielorusskaia Federatsija Volejbola). Encontra-se na 48ª posição do ranking mundial da FIVB, segundo dados de 6 de outubro de 2015.